# Eider Gardiazabal
Eider Gardiazabal Rubial é uma política espanhola do Partido Socialista Operário Espanhol (PSOE) que actua como membro do Parlamento Europeu desde as eleições de 2009.
Desde que ingressou no Parlamento Europeu, Gardiazabal Rubial tem servido como membro da Comissão dos Orçamentos. É também coordenadora do seu grupo parlamentar na comissão. Nessa qualidade, foi relatora do parlamento sobre o orçamento de 2015 (juntamente com Monika Hohlmeier) e sobre o fundo de recuperação da pandemia COVID-19 em 2020 (juntamente com Siegfried Mureşan e Dragoș Pîslaru). Em 2019, ela elaborou (juntamente com Petri Sarvamaa) legislação sobre o corte de fundos da UE para Estados-Membros que minam o Estado de Direito.
Para além das suas atribuições na comissão, Gardiazabal Rubial é membro da delegação à Assembleia Parlamentar Paritária ACP-UE. Ela também faz parte do Intergrupo do Parlamento Europeu sobre Direitos LGBT e do Intergrupo do Parlamento Europeu sobre Integridade (Transparência, Anticorrupção e Crime Organizado).